# Альфонсо Местре
Альфонсо Местре (ісп. Alfonso Mestre, 24 вересня 2001) — венесуельський плавець.
Учасник Олімпійських Ігор 2020 року, де в попередніх запливах на дистанції 400 і 800 метрів вільним стилем посів, відповідно, 16-те і 15-те місця й не потрапив до півфіналів.